# Teognis d'Atenes
Teognis d'Atenes (en llatí Theognis, en grec antic Θέογνις) fou un poeta tràgic grec contemporani d'Aristòfanes, que el menciona només en tres passatges, i es burla de la fredor dels seus poemes (Els acarnesos 11; 138 i Les tesmofòries 168).
Se sap que una vegada va guanyar un tercer premi en una competició poètica en la que van participar Eurípides i Nicòmac. El seu floriment cal situar-lo entre el 425 aC i el 404 aC.
Tant Xenofont, (Hel·lèniques 2.3.2) com Lísies (Contra Eratòstenes 12.6), recollits per Suides, diuen que va ser un dels Trenta tirans (404 aC).
Estobeu reprodueix unes línies d'una comèdia titulada Θυέστης que li atribueix, però d'una anàlisi detallada resulta ser la Thyestes d'Eurípides. L'única línia autènticament de Teognis que es conserva la reprodueix Demetri de Falèron (παρατίθεται τὸ τόξον, φόρμιγγ᾽ ἄχορδον).